# Ян Кубіста (1990)
Ян Кубіста (чеськ. Jan Kubista; нар. 23 вересня 1990, Прага, Чехословаччина) — чеський легкоатлет, який спеціалізується в бігу на 800 метрів. Бронзовий призер чемпіонату Європи в приміщенні 2017 року в естафеті 4×400 метрів. Дворазовий чемпіон Чехії.

## Біографія
Батько Яна, Ян Кубіста-старший, у 1983 році бігав у фіналі чемпіонату світу на дистанції 1500 метрів і довгі роки був рекордсменом Чехії в цій дисципліні (3.34,87). Його старший син довгий час займався баскетболом та футболом, однак за порадою свого шкільного тренера в 17 років став приділяти увагу і бігу. Остаточний вибір на користь легкої атлетики був зроблений після перемоги на юніорському чемпіонаті країни 2009 року.
У 2012 році дійшов до півфіналу на чемпіонаті Європи в бігу на 800 метрів. У наступному сезоні встановив високий особистий рекорд 1.46,16, який дозволив йому поїхати на світову першість в Москві (у російській столиці Ян не пройшов далі попередніх забігів).
У зимовому сезоні 2017 року показав кілька особистих рекордів на дистанціях від 400 до 1500 метрів і поїхав на чемпіонат Європи в приміщенні. У бігу на 800 метрів Кубіста вийшов у півфінал, де показав 10-й час, а в естафеті 4×400 метрів разом з партнерами по збірній Чехії виграв бронзову медаль.
Молодший брат Яна, Войтех Кубіста, футболіст, що грає на позиції опорного півзахисника.

## Основні результати
| Рік  | Турнір                        | Місце проведення      | Дисципліна       | Місце       | Результат |
| ---- | ----------------------------- | --------------------- | ---------------- | ----------- | --------- |
| 2011 | Чемпіонат Європи серед молоді | Острава, Чехія        | 800 м            | — (заб.)    | DNF       |
| 2012 | Чемпіонат Європи              | Гельсінкі, Фінляндія  | 800 м            | 17-е (1/2)  | 1.48,94   |
| 2013 | Чемпіонат Європи в приміщенні | Гетеборг, Швеція      | 800 м            | 20-е (заб.) | 1.52,21   |
| 2013 | Чемпіонат світу               | Москва, Росія         | 800 м            | 25-е (заб.) | 1.47,66   |
| 2014 | Командний чемпіонат Європи    | Брауншвейг, Німеччина | 800 м            | 7-е         | 1.48,01   |
| 2017 | Чемпіонат Європи в приміщенні | Белград, Сербія       | 800 м            | 10-е (1/2)  | 1.49,81   |
| 2017 | Чемпіонат Європи в приміщенні | Белград, Сербія       | естафета 4×400 м | 3-е         | 3.08,60   |